# Liste des édifices labellisés « Patrimoine du XXe siècle » de l'Eure

Cet article recense les édifices labellisés Patrimoine du XXe siècle du département de l'Eure, en France.

## Statistiques
Au 31 décembre 2014, l'Eure compte 24 édifices labellisés «Patrimoine du XXe siècle» .

## Liste
NOTA : La date est liée à la construction ou à la modification de l'édifice et non à la mesure éventuelle de protection. 
| Monument                                               | Commune                 | Adresse                                      | Coordonnées                      | Notice                                       | Date         | Illustration                                           |
| ------------------------------------------------------ | ----------------------- | -------------------------------------------- | -------------------------------- | -------------------------------------------- | ------------ | ------------------------------------------------------ |
| Parc du moulin                                         | Andé                    | rue du Moulin                                | 49° 14′ 15″ nord, 1° 14′ 53″ est | « PA00135535 »                               | 1908         | Image manquante Téléverser                             |
| Cité-jardin des Abattoirs                              | Bernay                  | place Sylla Lefèvre                          | 49° 05′ 31″ nord, 0° 36′ 13″ est | Notice no ACR0000834                         | 1930         | Image manquante Téléverser                             |
| Maison Paquebot                                        | Bernay                  | 83, rue Thiers                               | 49° 05′ 29″ nord, 0° 35′ 54″ est | « IA00018103 »                               | 1929         | Image manquante Téléverser                             |
| Église Saint-Michel                                    | Évreux                  | rue du Panorama                              | 49° 01′ 51″ nord, 1° 08′ 30″ est | Notice no ACR0000838                         | 1963         | Église Saint-Michel                                    |
| Théâtre municipal d'Évreux                             | Évreux                  | place du général-De-Gaulle                   | 49° 01′ 36″ nord, 1° 09′ 06″ est | « PA27000053 »                               | 1903         | Théâtre municipal d'Évreux                             |
| Immeuble en série de l'îlot L                          | Évreux                  | place du général-De-Gaulle - rue de Grenoble | 49° 01′ 35″ nord, 1° 09′ 01″ est | Notice no ACR0000839                         | 1945         | Immeuble en série de l'îlot L                          |
| Église Saint-Gervais-et-Saint-Protais                  | Étrépagny               | 3-5 rue Deslonchamps                         | 49° 18′ 19″ nord, 1° 36′ 44″ est | « PA27000078 »                               | 1929         | Église Saint-Gervais-et-Saint-Protais                  |
| Église Saint-André                                     | Ézy-sur-Eure            | 18 rue de la République                      | 48° 51′ 51″ nord, 1° 25′ 09″ est | « PA27000060 »                               | 1957         | Église Saint-André                                     |
| Grand atelier                                          | Giverny                 |                                              | 49° 04′ 30″ nord, 1° 32′ 08″ est | « PA00099435 »                               | 1911         | Grand atelier                                          |
| Pont de Saint-Pierre-du-Vauvray                        | Saint-Pierre-du-Vauvray | D 313                                        | 49° 13′ 50″ nord, 1° 13′ 37″ est | « PA00099572 »                               | 1946         | Pont de Saint-Pierre-du-Vauvray                        |
| Château de La Héruppe                                  | Louye                   | route de Saint-Georges-Motel                 | 48° 47′ 33″ nord, 1° 20′ 27″ est | « PA27000051 »                               | 1913         | Image manquante Téléverser                             |
| Les Cloches de Corneville                              | Corneville-sur-Risle    | Route de Rouen (D 675) Rue du Carillon       | 49° 20′ 36″ nord, 0° 35′ 23″ est | « PA27000054 »                               | 1900         | Les Cloches de Corneville                              |
| Château Saint-Hilaire                                  | Louviers                | 44 avenue Henri-Dunant (D 71)                | 49° 12′ 10″ nord, 1° 10′ 15″ est | « PA27000050 »                               | 1907         | Château Saint-Hilaire                                  |
| Garage automobile                                      | Louviers                | 4 place Jean-Jaurès                          | 49° 12′ 36″ nord, 1° 10′ 14″ est | Notice no ACR0001548                         | 1932         | Garage automobile                                      |
| Église Notre-Dame de Champ-Dolent                      | Champ-Dolent            | rue de l'Église (D 710)                      | 48° 57′ 36″ nord, 1° 00′ 41″ est | « PA27000081 »                               | 1967         | Église Notre-Dame de Champ-Dolent                      |
| Église Sainte-Marie-Madeleine                          | Mesnil-sur-l'Estrée     | 4 route de Toisley                           | 48° 46′ 13″ nord, 1° 17′ 34″ est | « PA27000082 »                               | 1947         | Église Sainte-Marie-Madeleine                          |
| Église Saint-Hilaire                                   | Muids                   | 2 rue Nationale                              | 49° 13′ 15″ nord, 1° 17′ 21″ est | « PA27000076 »                               | 1949         | Église Saint-Hilaire                                   |
| Opération de reconstruction du Grand Andely, 1943-1946 | Les Andelys             | place Nicolas-Poussin                        | 49° 14′ 49″ nord, 1° 25′ 05″ est | Notice no ACR0001547                         | 1943 (plans) | Opération de reconstruction du Grand Andely, 1943-1946 |
| Château et jardin funéraire                            | Fontaine-la-Soret       | 4 place de l'Église                          | 49° 08′ 56″ nord, 0° 43′ 12″ est | « PA00099418 » « IA00018801 » « IA27000557 » | 1963-1970    | Château et jardin funéraire                            |
| Îlot Pasteur                                           | Vernon (Eure)           | rue des Tanneurs                             | 49° 05′ 32″ nord, 1° 29′ 01″ est | « IA27000159 »                               | 1948         | Îlot Pasteur                                           |
| Église Saint-Martin                                    | Le Manoir               | 16 bis boulevard de la Seine                 | 49° 18′ 40″ nord, 1° 12′ 11″ est | Notice no ACR0000840                         | 1952         | Église Saint-Martin                                    |
| Église Saint-Martin                                    | Lieurey                 | 4 place de la Mairie                         | 49° 13′ 47″ nord, 0° 29′ 59″ est | « IA00051090 »                               | 1950         | Église Saint-Martin                                    |
| Église Saint-Denis                                     | Saint-Denis-d'Augerons  | Augerons                                     | 48° 55′ 26″ nord, 0° 28′ 11″ est | « PA27000077 »                               | 1946         | Église Saint-Denis                                     |
| Église Saint-André                                     | Saint-André-de-l'Eure   | rue de la République                         | 48° 54′ 24″ nord, 1° 16′ 27″ est | « IA00019071 »                               | 1956         | Image manquante Téléverser                             |